# Demetrios II của Macedonia
Demetrios II Aetolicus (Tiếng Hy Lạp: Δημήτριος Αιτωλικός) con trai của vua Antigonus II Gonatas, cai trị Macedonia từ 239-229 TCN. Ông là thành viên của triều đại Antigonos.
Ông sớm tỏ ra xuất sắc không kém gì cha mình khi đánh bại Alexandros II của Epirus tại Derdia và bảo vệ Macedonia (khoảng 260 TCN). Khi ông lên ngôi, ông đã phải đối mặt với sự liên kết của 2 liên minh lớn là thường xuyên đấu tranh là người Aetolia và người Achaea, những kẻ thù cũ của Macedonia. Ông đã thành công trong việc chia cắt sự liên minh này bằng những cuộc tấn công lớn. Tách vùng Boeotia khỏi liên minh của họ. Cuộc nổi loạn ở Epirus mà đã thành lập một liên minh thay thế cho chế độ quân chủ, làm suy yếu địa vị của ông.
Trong suốt triều đại, ông đã mở rộng vương quốc của mình tới Euboea, Magnesia, Thessaly và xung quanh nó, trừ Dolopia và có thể Peparethos cùng Phthiotic Achaia.
Năm 236 TCN ông xâm chiếm Boetia, làm cho người Boetians quy phục ngay lập tức.
Demetrios cũng đã bảo vệ Macedonia chống lại các dân tộc hoang dã của phía Bắc. Trong một trận đánh thảm khốc với người Dardania, mà kết quả là ông mất ngay sau đó, để lại Philip, con trai của Chryseis, vẫn còn một đứa trẻ.
Các bà vợ của Demetrius II là Stratonice của Macedonia, con gái của vua Antiochus I, Phthia con gái của Alexander của Epirus, và Nicaea, vợ cũ của chú ông Alexander. Nguồn gốc của các cuộc kết hôn này vẫn là một vấn đề được tranh cãi. Từ cuộc hôn nhân của mình với Stratonice, ông đã có một con gái được gọi là Apama III.
Thông tin  liên quan đến cuộc đời của Demetrios được rút ra chủ yếu từ những đoạn mà Plutarch viết về ông, trong cuộc đời của Aratos, và Polybius .